# Якоб Август Лаано
Якоб Август Лаано (нар. березень 1854, м. Нью-Джерсі, США — пом. 6 травня 1906, м. Нью-Йорк, США) — американський архітектор, що працював у Нью-Джерсі, походив з родини німецького архітектора Детлефа Лаано.

## Біографія
Якоб Лаано народився в березні 1854 року в Нью-Джерсі, США. Його батьками були архітектор Детлеф Лаано та Катрін Ван Гізен Бурем.
Наприкінці листопада 1884 року він одружився з дочкою дочкою бізнесмена Джона Стентона Вільямса, Елізабет Блер Вільямс. Вінчання відбулося у протестантській єпископальній церкві на Кальварії на Манхеттені.
У пари народилося троє дітей:
- Елізабет Б. Лієна (1885 — ?);
- Мері Лінау (1887 — ?);
- Август Вільям Лінау (1897 — ?).[3][4]

Якоб Лаано помер 6 травня 1906 року. Його поховали на кладовищі Вудлаун, м. Нью-Йорк, США.

## Будівлі
- Туліпвуд[1]

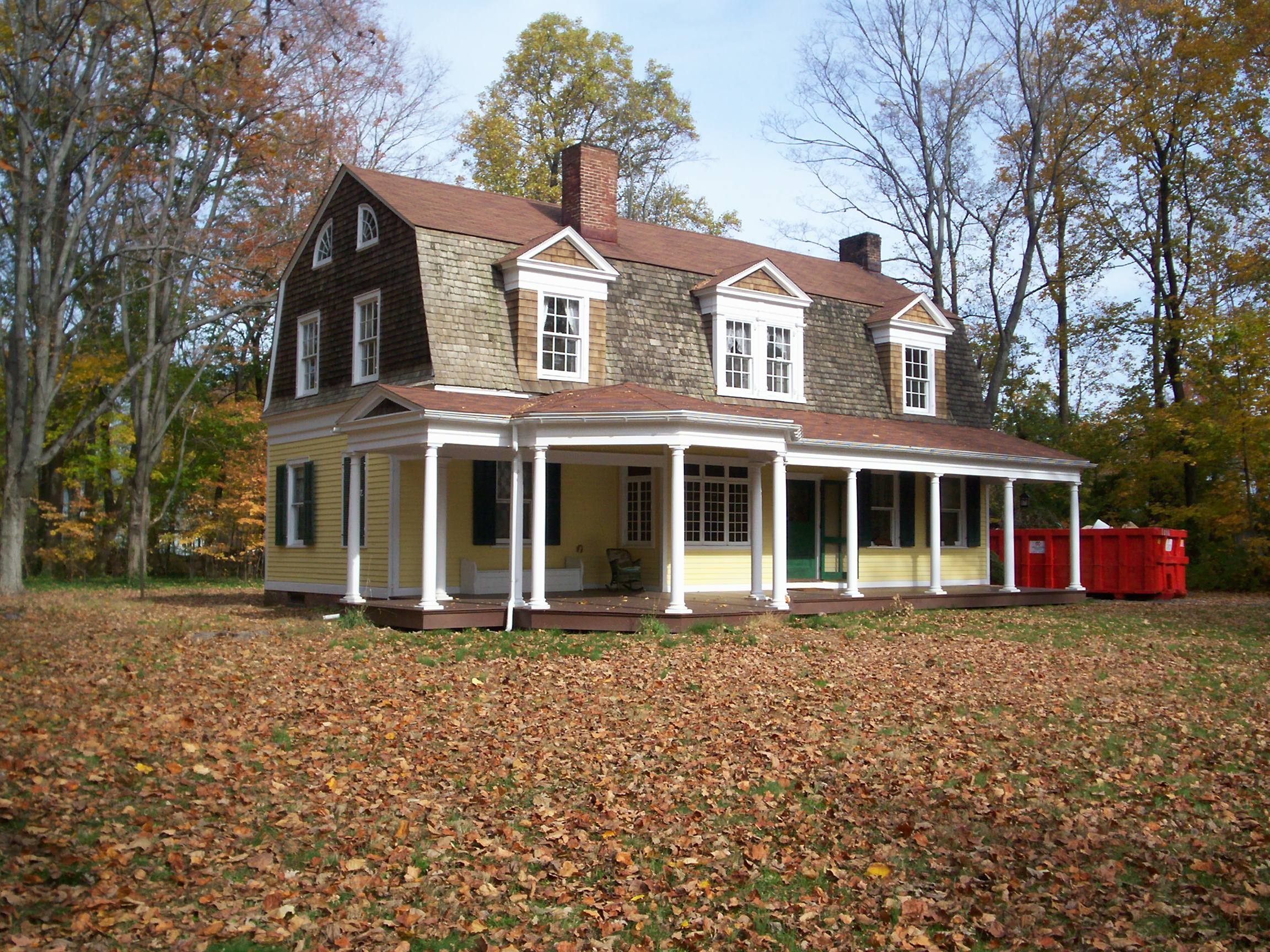
Туліпвуд

- «Тінистий відпочинок», який довгий час був будинком для престарілих. Його було знесено у 2008 році.[1]
- «Merrynook» — його власний будинок. Згодом у цій будівлі розташовувався Художній інститут Нью-Джерсі.[1]
- Будівля за адресою 220 Мерсер Сент, Прінстон, Нью-Джерсі;
- Будівля за адресою 160 Ходж-роуд, Прінстон, Нью-Джерсі.